# الغريقة
الغريقة منطقة تقع بين حي فاطمة الزهراء وحي رابعة العدوية بمدينة البيضاء في ليبيا. تأتي اهمية المنطقة لوجود مقبرة المدينة بها والتي تسمى باسمها "مقبرة الغريقة"، كما يوجد بها مصنع السماد العضوي .